# Prospering international Inc. (PIINC)
Prospering international Inc. (PIINC) — китайська компанія, є одним з найбільших виробників нафтовидобувного обладнання в Китаї. Продукція включає в себе бурові установки, насоси, зокрема шламові, бурові, фонтанна арматура, обладнання для керування, бурові інструменти та ін. Продукція продається в Північну і Південну Америку, Близький Схід, Африку, Азіатсько-Тихоокеанський регіон та ін.. Присутня на ринках нафтогазовидобувного обладнання в Україні.
Бурові установки призначені для буріння нафтових, газових і водяних свердловин глибиною від 4 000 до 7 000 тис. м при буровому інструменті діаметром 114,3 мм.
Привод ротора частотно-регульованим двигуном змінного струму і безступеневе регулювання швидкості ротора здатні задовольнити вимоги при бурінні з великим крутним моментом і високою частотою обертання.
Бурова вежа має К-подібний перетин, а її опорні ноги установлені на нижньому базисі основи. Вежа працює з високою стабільністю і піднімається повністю змонтованою. На вежі допускається монтаж системи верхнього приводу вантажопідйомністю 500 т.